# Чемпионат мира по академической гребле 2019
49-й чемпионат мира по академической гребле прошёл с 25 августа по 1 сентября 2019 года в австрийском городе Оттенсхайм. На чемпионате было разыграно двадцать шесть комплектов наград (12 у мужчин, 9 у женщин и 9 в парагребле). Чемпионат мира также стал первым и основным квалификационным соревнованием к летним Олимпийским играм 2020 года в Токио.

## Медальный зачёт
*   Принимающая страна (Австрия)
| Место           | Страна          | Золото | Серебро | Бронза | Всего |
| --------------- | --------------- | ------ | ------- | ------ | ----- |
| 1               | Новая Зеландия  | 4      | 2       | 0      | 6     |
| 2               | Италия          | 3      | 4       | 3      | 10    |
| 3               | Китай           | 3      | 1       | 0      | 4     |
| 4               | Германия        | 3      | 0       | 3      | 6     |
| 5               | Нидерланды      | 2      | 5       | 3      | 10    |
| 6               | Австралия       | 2      | 3       | 3      | 8     |
| 7               | США             | 2      | 1       | 3      | 6     |
| 8               | Ирландия        | 2      | 1       | 1      | 4     |
| 9               | Великобритания  | 2      | 0       | 4      | 6     |
| 10              | Польша          | 1      | 2       | 1      | 4     |
| 11              | Россия          | 1      | 2       | 0      | 3     |
| 12              | Канада          | 1      | 1       | 1      | 3     |
| 13              | Норвегия        | 1      | 0       | 1      | 2     |
| 14              | Украина         | 1      | 0       | 0      | 1     |
| 14              | Хорватия        | 1      | 0       | 0      | 1     |
| 16              | Румыния         | 0      | 2       | 0      | 2     |
| 17              | Франция         | 0      | 1       | 2      | 3     |
| 18              | Дания           | 0      | 1       | 1      | 2     |
| 19              | Австрия*        | 0      | 1       | 0      | 1     |
| 19              | Венгрия         | 0      | 1       | 0      | 1     |
| 19              | Япония          | 0      | 1       | 0      | 1     |
| 22              | Бразилия        | 0      | 0       | 1      | 1     |
| 22              | Израиль         | 0      | 0       | 1      | 1     |
| Всего стран: 23 | Всего стран: 23 | 29     | 29      | 28     | 86    |

## Медалисты

### Мужчины
| Дисциплина    | Золото | Золото  | Серебро | Серебро | Бронза | Бронза  |
| ------------- | --- | ------- | --- | ------- | --- | ------- |
| M1x Протокол  | Оливер Цайдлер Германия | 6:44,55 | Сверри Нильсен Дания | 6:44,58 | Хьетиль Борш Норвегия | 6:44,84 |
| M2x Протокол  | Китай · Лю Чжию · Чжан Лян | 6:05,68 | Ирландия · Филип Дойл · Ронан Бирн | 6:06,25 | Польша · Мирослав Зентарский · Матеуш Бискуп | 6:07,87 |
| M4x Протокол  | Нидерланды · Дирк Эйттенбогард · Абе Вирсма · Тоне Витен · Кун Метсемакерс | 5:51,75 | Польша · Доминик Чая · Виктор Хабель · Чимон Посник · Фабиан Бараньски                                                                                                | 5:55,59 | Италия · Филиппо Монделли · Андреа Паницца · Лука Рамбальди · Джакомо Джентиле                                                                                                | 5:56,11 |
| M2− Протокол  | Хорватия · Мартин Синкович · Валент Синкович | 6:42,28 | Новая Зеландия · Том Мюррей · Майкл Брейк | 6:45,47 | Австралия · Сэм Харди · Джошуа Хикс | 6:51,81 |
| M4− Протокол  | Польша · Матеуш Виланговский · Миколай Бурда · Марцин Бжезинский · Михал Шпаковский                                                                                            | 6:09,86 | Румыния · Михэйтэ Василе Тигэнеску · Мугурел Василе Семчиук · Стефан-Константин Берариу · Космин Паскари                                                              | 6:11,41 | Великобритания · Мэттью Росситер · Оливер Кук · Рори Гиббс · Шолто Карнеги | 6:11,71 |
| M8+ Протокол  | Германия · Йоханнес Вайсенфельд · Лауриц Фоллерт · Кристофер Рейнхардт · Торбен Йоханнесен · Якоб Шнайдер · Мальте Якшик · Рихард Шмидт · Ханнес Оцик · Мартин Зауэр (рулевой) | 5:19,41 | Нидерланды · Бьорн ван ден Энде · Рубен Кнаб · Яспер Тиссен · Симон ван Дорп · Мартен Хуркманс · Брам Схварц · Мехил Верслёйс · Роберт Люккен · Аранка Копс (рулевая) | 5:19,96 | Великобритания · Томас Джордж · Джеймс Рудкин · Джош Бугайский · Мохамед Сбихи · Джейкоб Доусон · Оливер Уайн-Гриффит · Мэттью Таррант · Томас Форд · Генри Филдман (рулевой) | 5:22,35 |
| LM1x Протокол | Мартино Горетти Италия | 6:59,48 | Петер Галамбос Венгрия | 6:59,48 | Шон Мерфи Австралия | 7:04,55 |
| LM2x Протокол | Ирландия · Финтан Маккарти · Пол О’Донован | 6:37,28 | Италия · Стефано Оппо · Пьетро Рута | 6:39,71 | Германия · Ионафан Роммельман · Джейсон Осборн | 6:41,07 |
| LM4x Протокол | Китай · Чжан Чжиюань · Чэнь Сэньсэнь · Лю Фаньпу · Цзэн Тао | 5:53,63 | Италия · Лоренцо Фонтана · Альфонсо Скальцоне · Кателло Амаранте · Габриель Соарес                                                                                    | 5:55,01 | Нидерланды · Дамион Эйгенберг · Давид Кампман · Вард ван Зейл · Барт Луккес                                                                                                   | 5:56,06 |
| LM2− Протокол | Италия · Джузеппе ди Маре · Раффаэле Серио | 6:37,75 | Россия · Никита Болозин · Максим Телицын | 6:42,07 | Бразилия · Вангелис Рейнке · Эмануэль Дантас | 6:45,28 |

### Женщины
| Дисциплина    | Золото | Золото  | Серебро | Серебро | Бронза | Бронза  |
| ------------- | --- | ------- | --- | ------- | --- | ------- |
| W1x Протокол  | Санита Пуспор Ирландия | 7:17,14 | Эмма Твигг Новая Зеландия | 7:20,56 | Кара Колер США | 7:22,21 |
| W2x Протокол  | Новая Зеландия · Брук Донохью · Оливия Лоу | 6:47,17 | Румыния · Николета-Анкута Боднар · Симона Джанина Радис | 6:48,55 | Нидерланды · Рос де Йонг · Лиза Схенард | 6:49,22 |
| W4x Протокол  | Китай · Чэнь Юнься · Чжан Лин · Лю Ян · Цуй Сяотун | 6:34,65 | Польша · Агнешка Кобус-Завойская · Марта Величко · Мария Спрингвальд · Катажина Цилльман                                                                                   | 6:36,59 | Нидерланды · Оливия ван Ройн · Инге Янссен · Софи Сауэр · Николь Бёкерс                                                                                 | 6:36,59 |
| W2− Протокол  | Новая Зеландия · Грейс Прендергаст · Керри Гаулер | 7:21,35 | Австралия · Джессика Моррисон · Аннабель Макинтайр | 7:23,62 | Канада · Кайли Филмер · Хиллари Янссенс | 7:26,52 |
| W4− Протокол  | Австралия · Олимпия Олдерси · Катрина Верри · Сара Хоу · Люси Стефан                                                                                               | 6:43,45 | Нидерланды · Элизабет Хогерверф · Каролин Флорейн · Имкье Клеверинг · Вероник Мистер                                                                                       | 6:45,55 | Дания · Ида Якобсен · Фрида Санггаард Нильсен · Хедвиг Расмуссен · Кристина Йохансен                                                                    | 6:45,55 |
| W8+ Протокол  | Новая Зеландия · Элла Гринслейд · Эмма Дайк · Люси Спурс · Келси Беван · Грейс Прендергаст · Керри Гаулер · Элизабет Росс · Джеки Гаулер · Кейлеб Шеперд (рулевой) | 5:56,91 | Австралия · Лиа Сондерс · Джакинта Эдмундс · Бронвин Кокс · Джорджина Роуи · Роузмари Попа · Аннабелль Макинтайр · Джессика Моррисон · Молли Гудмен · Джеймс Рук (рулевая) | 5:59,63 | США · Фелис Мюллер · Кристин О’Брайан · Меган Мусницки · Дана Моффат · Оливия Коффи · Эмили Реган · Джия Дунан · Эрин Релик · Кейтлин Гурегян (рулевая) | 6:01,93 |
| LW1x Протокол | Мари-Луизе Дрегер Германия | 7:43,98 | Тиаки Томита Япония | 7:47,28 | Мэдлин Арлетт Великобритания | 7:49,82 |
| LW2x Протокол | Новая Зеландия · Зои Макбрайд · Джеки Киддл | 7:15,32 | Нидерланды · Марике Кейсер · Илсе Паулис | 7:19,51 | Великобритания · Эмили Крейг · Имоджен Грант | 7:21,38 |
| LW4x Протокол | Италия · Джулия Миньеми · Грета Мартинелли · Сильвия Крозио · Арианна Нозеда                                                                                       | 6:34,00 | Китай · Чэн Мэнинь · У Цян · Чэнь Фан · Юань Сяоюй | 6:36,31 | Германия · Фини Штурм · Вера Спанке · Леони Пипер · Леони Плесс                                                                                         | 6:37,72 |
| LW2− Протокол | США · Маргарет Бертази · Кара Ставицки | 7:32,64 | Италия · София Тангетти · Мария Людовика Коста | 7:34,20 | Германия · Яника Кёлблин · Мари-Кристин Герхардт | 7:37,72 |

### Пара-гребля
| Дисциплина         | Золото | Золото   | Серебро                                                                                         | Серебро  | Бронза                                                                                                   | Бронза       |
| ------------------ | --- | -------- | ----------------------------------------------------------------------------------------------- | -------- | --- | ------------ |
| PR1 M1x Протокол   | Роман Полянский Украина                                                                                           | 9:12,99  | Алексей Чувашев Россия                                                                          | 9:19,43  | Эрик Хорри Австралия                                                                                     | 9:23,86      |
| PR2 M1x Протокол   | Корне де Конинг Нидерланды                                                                                        | 8:42,78  | Джереми Холл Канада                                                                             | 8:47,44  | Даниэле Стефанони Италия                                                                                 | 9:11,55      |
| PR3 M2− Протокол   | Канада · Кайл Фредриксон · Эндрю Тодд                                                                             | 7:16,42  | Австралия · Уильям Смит · Джет Альтшвагер                                                       | 7:17,83  | Франция · Жером Амлен · Лорен Виала                                                                      | 7:24,00      |
| PR1 W1x Протокол   | Биргит Скарстейн Норвегия                                                                                         | 10:18,83 | Натали Бенуа Франция                                                                            | 10:24,07 | Моран Самуэль Израиль                                                                                    | 10:30,19     |
| PR2 W1x Протокол   | Кэтрин Росс Австралия                                                                                             | 9:37,30  | Анника ван дер Мер Нидерланды                                                                   | 9:56,84  | Кэти О’Брайен Ирландия                                                                                   | 10:01,64     |
| PR3 W2- Протокол   | США · Молли Мур · Жаклин Смит                                                                                     | 8:06,51  | Италия · Грета Мути · Мариам Афджеи                                                             | 9:20,71  | не вручалась                                                                                             | не вручалась |
| PR2 Mix2x Протокол | Великобритания · Лорен Роулз · Лоренс Уайтли                                                                      | 8:34,95  | Нидерланды · Анника ван дер Мер · Корне де Конинг                                               | 8:37,78  | Франция · Перл Буге · Кристоф Лавин                                                                      | 9:02,60      |
| PR3 Mix2x Протокол | Россия · Валентина Жагот · Евгений Борисов                                                                        | 7:48,32  | Австрия · Йоханна Бейер · Давид Эркингер                                                        | 8:01,12  | США · Перл Аутло · Джошуа Буассоно                                                                       | 8:17,51      |
| PR3 Mix4+ Протокол | Великобритания · Эллен Баттрик · Гедре Ракаускайте · Джеймс Фокс · Оливер Стенхоуп · Эрин Высоцки-Джонс (рулевая) | 7:09,54  | США · Александра Райлли · Чарли Нордин · Джон Тангуэй · Даниэль Хансен · Карен Петрик (рулевая) | 7:21,61  | Италия · Кристина Скаццоси · Алессандро Бранкато · Лоренцо Бернард · Грета Мути · Лорена Фуина (рулевая) | 7:29,34      |